# Rudy (Silezië)
Rudy is een dorp in de Poolse woiwodschap Silezië. De plaats maakt deel uit van de gemeente Kuźnia Raciborska en telt 2700 inwoners.

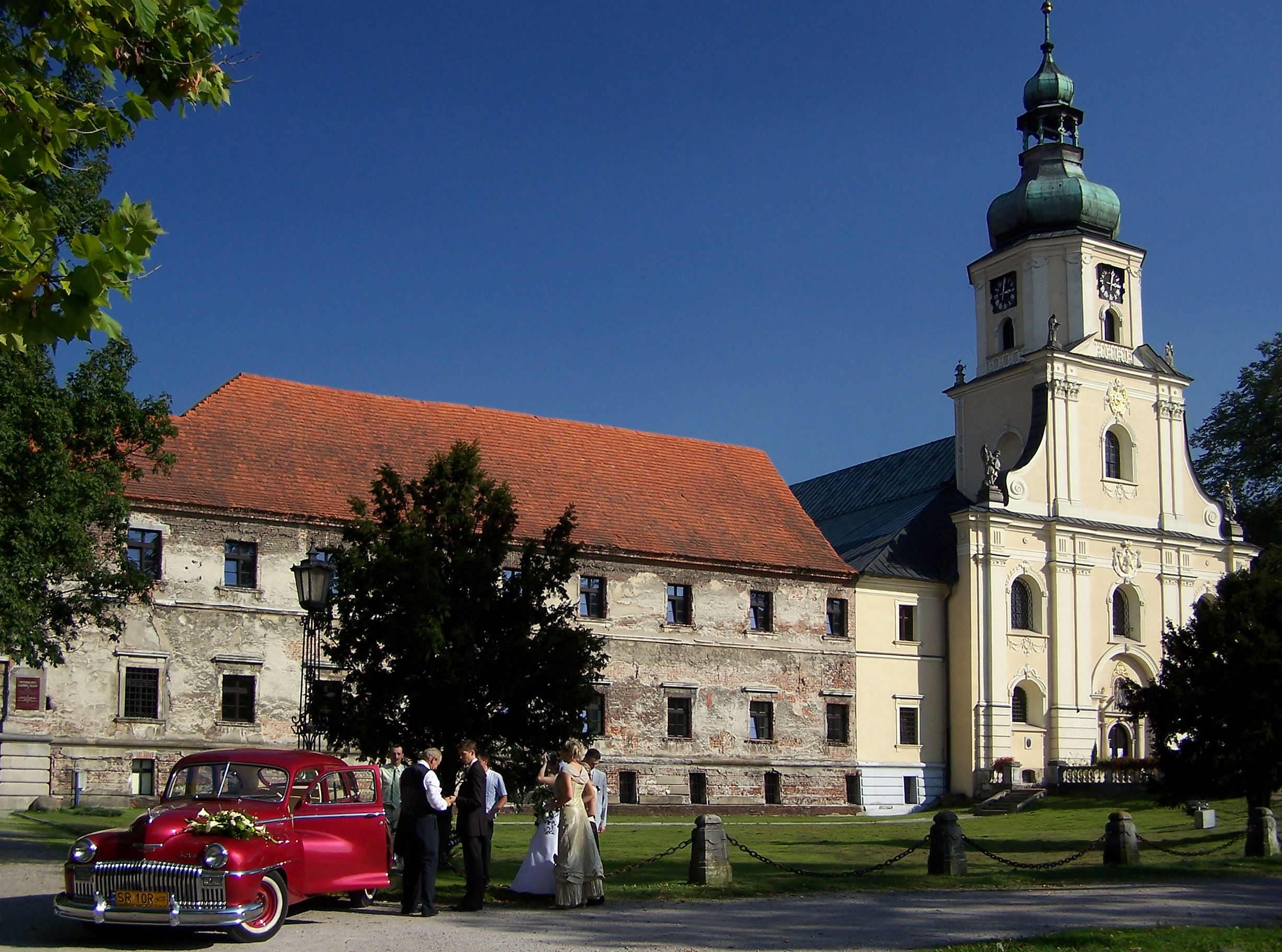
Rudy